# Orfeo (film 1950)
Orfeo (Orphée) è un film del 1950 diretto da Jean Cocteau.
Il film tratta in chiave moderna la tragedia di Orfeo ed Euridice.

## Trama
La morte, impersonata da una principessa, si innamora di Orfeo, mentre il suo autista, Heurtebise, si innamora di Euridice. Attraverso uno specchio nella sua camera da letto, Orfeo compie un viaggio nel regno dei morti dove incontra la principessa e gli confessa il suo amore. Heurtebise riuscirà a far uscire Orfeo dal mondo dell'aldilà e fargli incontrare Euridice. Ma i due verranno severamente puniti per la loro trasgressione.

## Critica
Orfeo è l'opera cinematografica più apprezzata di Jean Cocteau, premiata dalla critica internazionale al Festival di Venezia del 1950.
Nel 2000, il celebre critico Roger Ebert aggiunse "Orfeo" alla sua lista di "Grandi Film", elogiandone gli effetti speciali semplici ma ingegnosi: "Vedere Orfeo oggi permette di intravedere un mondo cinematografico ormai completamente scomparso dalle scene. Raramente si realizzano film per ragioni puramente artistiche, viene scoraggiata la sperimentazione e star del calibro di Marais non vengono scritturate in eccentrici remake di miti greci. La storia, nelle mani di Cocteau, diventa inaspettatamente complessa; scopriamo che non parla semplicemente di amore, morte e gelosia, ma anche di come l'arte possa sedurre l'artista, allontanandolo dalle comuni preoccupazioni umane".
Andrej Tarkovskij lo considerava un capolavoro e lo annoverava tra le 77 più grandi opere del cinema.
 Il regista giapponese Akira Kurosawa incluse a sua volta Orfeo tra i suoi 100 film preferiti.
In Italia, la guida Farinotti lo definisce una poeticissima rivisitazione del mito classico realizzata dal grande uomo di cinema e di teatro francese.
Al contrario, il dizionario Morandini gli conferisce un voto scarso; definendolo un film bislacco, artificioso, recitato con teatralismo esecrabile oltre a essere terribilmente datato.
Un'immagine tratta dal film, raffigurante Jean Marais sdraiato a terra mentre si specchia in una pozzanghera, venne usata come copertina per il vinile del singolo degli Smiths "This Charming Man".